# Огњен Теофиловић
Огњен Теофиловић (Београд, 19. септембар 2006) српски је фудбалер који тренутно наступа за Црвену звезду.

## Каријера
Родом из Врчина, Теофиловић је почео да тренира у школи фудбала Црвене звезде. Одатле је 2018. године отишао у Чукарички, годину дана касније у Бродарац, а потом је играо и за млађе категорије 011 и Вождовца. Током 2023. приступио је ТСЦ-у из Бачке Тополе и исте године потписао свој први професионални уговор те је надаље тренирао и с првотимцима тог клуба. Следеће године се вратио у матичну Црвену звезду и потписао двогодишњи уговор.
Услед недовољног броја фудбалера на тренингу, због репрезентативног термина, тренер Владан Милојевић је раду с првим тимом у марту 2025. прикључио 12 фудбалера омладинског састава међу којима се нашао и Теофиловић. Он је седео на клупи на сусрету осмине финала Купа Србије, са екипом ОФК Београда, а дебитовао је у 83. минуту када је у игру ушао заједно с Урошем Тегелтијом. На терену су заменили Страхињу Стојковића и Бруна Дуартеа.

## Статистика

### Клупска
Ажурирано 29. марта 2025.
|                  |          |                  |   |   |   |   |   |   |   |   |   |   |  |  |
| ТСЦ Бачка Топола | 2023/24. | Суперлига Србије | 0 | 0 | 0 | 0 | 0 | 0 | — | — | 0 | 0 |  |  |
|                  |          |                  |   |   |   |   |   |   |   |   |   |   |  |  |
| Црвена звезда    | 2024/25. | Суперлига Србије | 0 | 0 | 1 | 0 | 0 | 0 | — | — | 1 | 0 |  |  |
|                  |          |                  |   |   |   |   |   |   |   |   |   |   |  |  |
| Каријера         | Каријера | Каријера         | 0 | 0 | 1 | 0 | 0 | 0 | — | — | 0 | 0 |  |  |
|                  |          |                  |   |   |   |   |   |   |   |   |   |   |  |  |